# Serrat de la Malesa
La Serrat de la Malesa és una serra situada al municipi de Sant Martí de Llémena a la comarca del Gironès, amb una elevació màxima de 411 metres.